# Ричардс, Чарльз
Ча́рльз Леонард Ри́чардс (англ. Charles Leonard Richards; 19 марта 1945 года, Такома, Вашингтон, США) — американский пятиборец, участник летних Олимпийских игр 1972 года.

## Спортивная биография
Первоначально Чарльз занимался плаванием и во время учёбы в школе он 6 раз становился чемпионом штата по плаванию. Заниматься спортивным пятиборьем Ричардс начал в университете. Спортивная карьера в пятиборье для Ричардса началась очень стремительно. В 1967 году Ричардс стал чемпионом мира среди юниоров, а затем выиграл три подряд чемпионата США.
В 1972 году Чарльз Ричардс дебютировал на летних Олимпийских играх в Мюнхене. В индивидуальных соревнованиях американский пятиборец набрал 5074 очков и занял 9-е место, став при этом первым в плавании с результатом 3:21,7. В командных соревнованиях американская сборная с Чарльзом в составе набрала 14 802 очка, что позволило ей занять лишь 4-е место, отстав от третьего места всего на 10 очков. Вскоре Ричардс переехал в Портленд, где открыл собственный спортивный зал.
В 2009 году Чарльз Ричардс включён в зал спортивной славы Орегона за большой вклад в спорт.

## Личная жизнь
- Окончил Индианский университет.